# Häädemeeste Mihkli kirik
Häädemeeste Mihkli kirik är en stenkyrka i Häädemeeste i Estland. Den invigdes 1874. Kyrkans altartavla är av den skotske konstnären Allan Ramsay och kom på plats 1881.

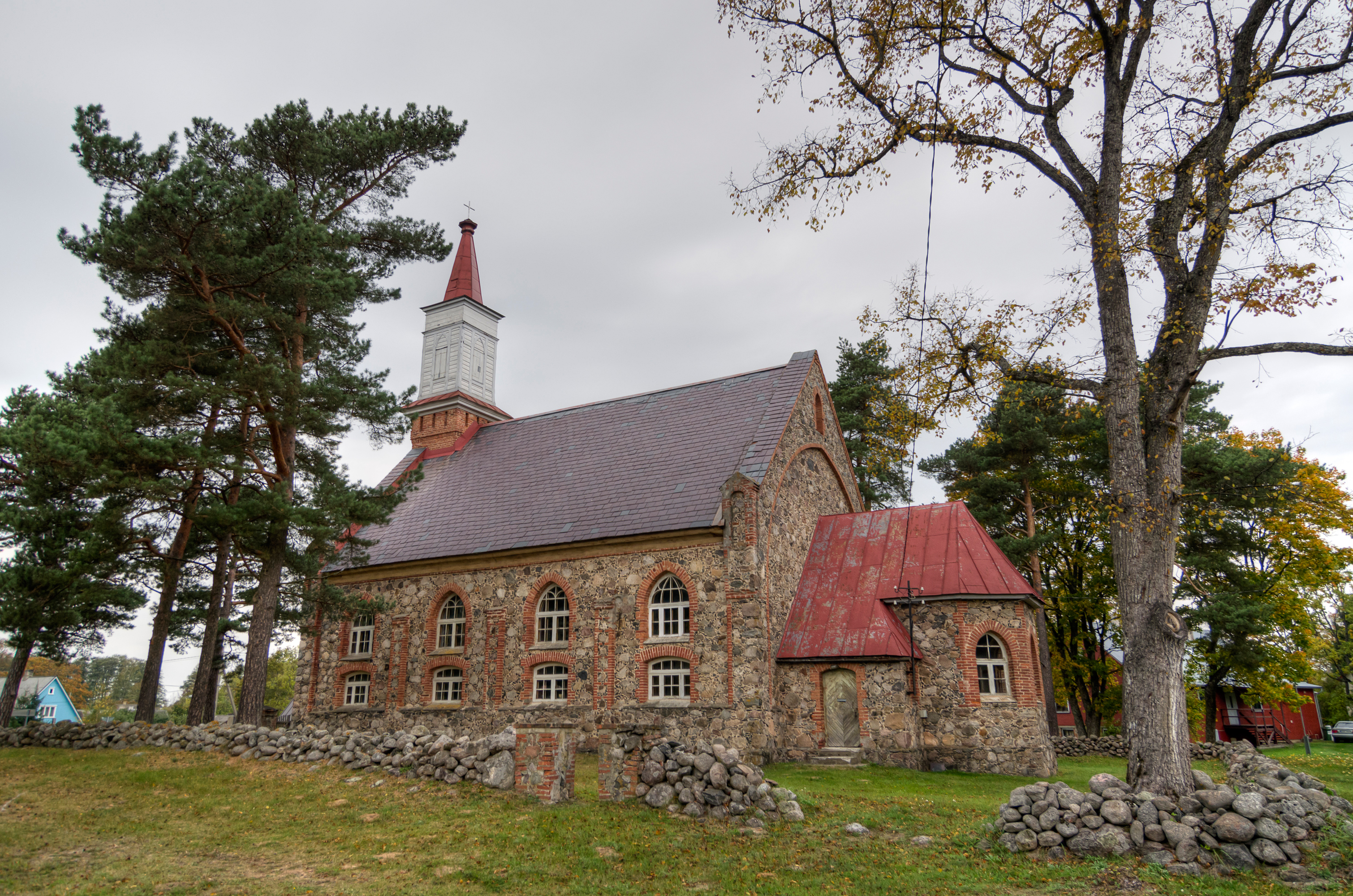
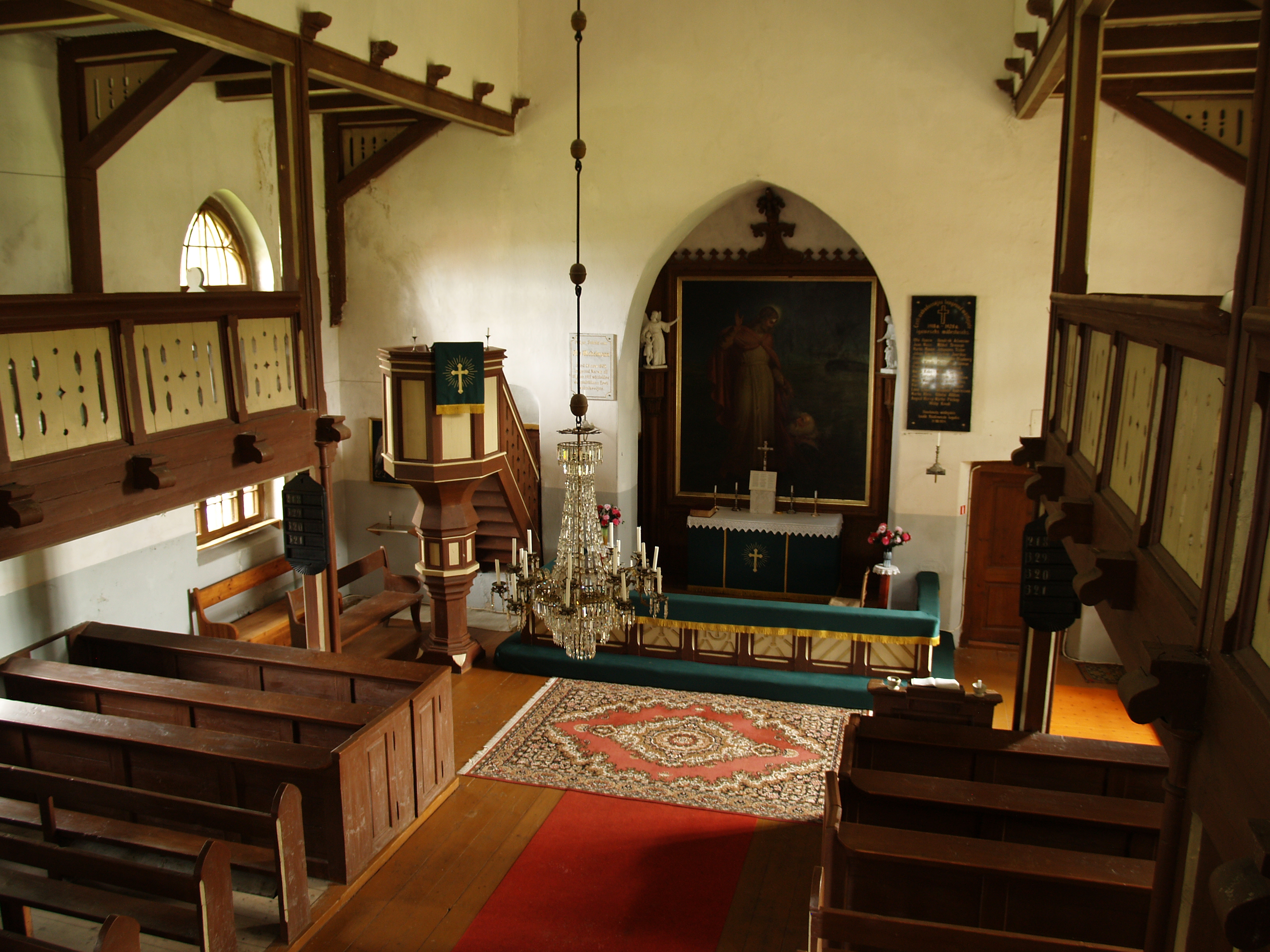
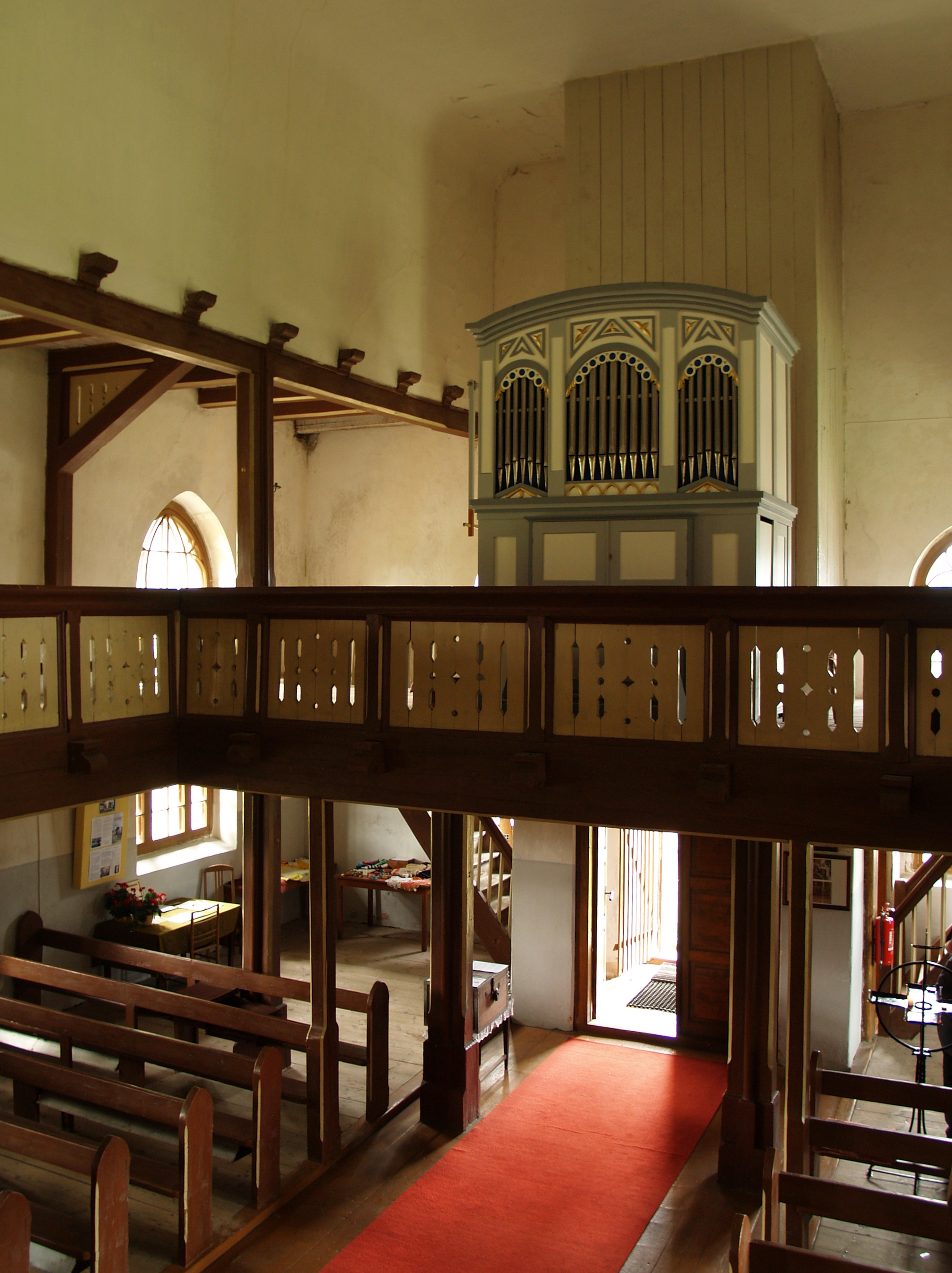
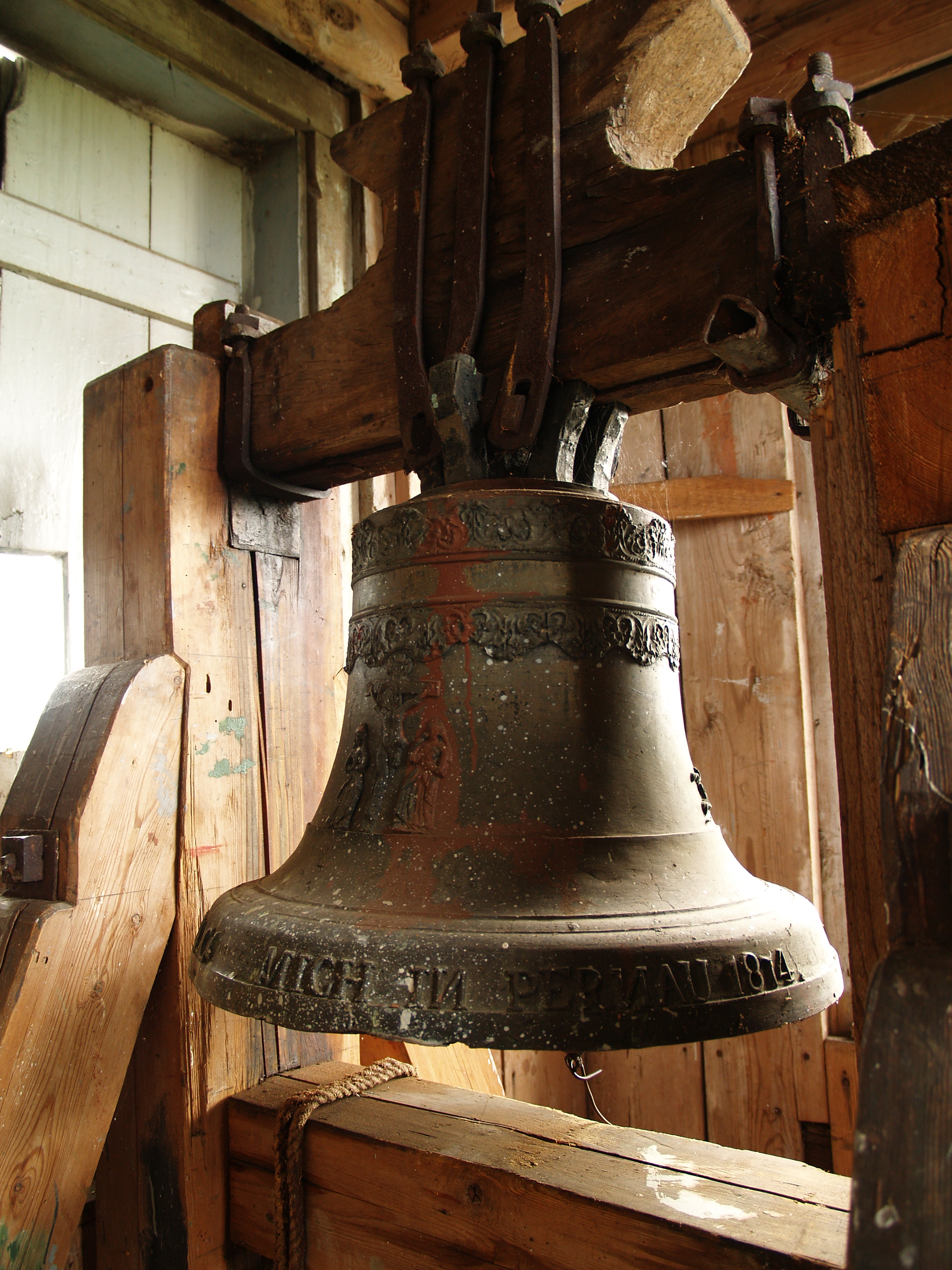